# حبيبتي تنهض من نومها
حبيبتي تنهض من نومها، مجموعة شعرية من مؤلفات الشاعر العربي الفلسطيني محمود درويش، صدرت في عام 1970، عن دار العودة في بيروت، لبنان.